# 弯枝藻纲
弯枝藻纲（学名：Compsopogonophyceae）为红藻门的一个科。

## 下级分类
本科包括以下属：
- 弯枝藻目 Compsopogonales
- 红盾藻目 Erythropeltidales
- 红刺藻目 Rhodochaetales